# In Action!
In Action! è il quarto album di Little Willie John, pubblicato dalla King Records nel 1960.

## Tracce
Lato A
1. Leave My Kitten Alone – 2:32 (Willie John, Titus Turner, James McDougal) – Registrato il 3 giugno 1959 a New York City, New York
2. Let Nobody Love You – 2:49 (Rudolph Toombs, Henry Glover) – Registrato il 3 giugno 1959 a New York City, New York
3. I'll Never Go Back on My Word – 2:41 (Rose Marie McCoy, Gaines) – Registrato il 24 settembre 1959 a New York City, New York
4. No Regrets – 2:35 (Otis Blackwell) – Registrato il 9 dicembre 1958 a New York City, New York
5. Write Me a Letter – 2:06 (Willie John) – Registrato il 2 dicembre 1958 al Cosimo Recording Studio di New Orleans, Louisiana
6. Made for Me – 3:00 (Rudolph Toombs, Wally Swanson) – Registrato il 9 dicembre 1958 a New York City, New York

Durata totale: 15:43
Lato B
1. Let Them Talk – 2:35 (Sonny Thompson) – Registrato il 3 giugno 1959 a New York City, New York
2. Right There – 1:55 (Rose Marie McCoy) – Registrato il 3 giugno 1959 a New York City, New York
3. Need Your Love so Bad – 2:14 (Mertis John) – Registrato il 20 settembre 1955 a New York City, New York
4. The New Thing – 2:57 (Willie John) – Registrato il 2 dicembre 1958 al Cosimo Recording Studio di New Orleans, Louisiana
5. Do You Love Me – 1:55 (Willie John) – Registrato il 2 dicembre 1958 al Cosimo Recording Studio di New Orleans, Louisiana
6. It Only Hurts a Little While – 2:21 (Willie John) – Registrato il 2 dicembre 1958 al Cosimo Recording Studio di New Orleans, Louisiana

Durata totale: 13:57

## Musicisti
Leave My Kitten Alone, Let Nobody Love You, Let Them Talk e Right There
- Little Willie John - voce
- Bellino Ramaglia - sassofono tenore
- Skippy Williams - sassofono tenore
- Pinky Williams - sassofono tenore
- Alfred Cobbs - trombone
- Ernie Hayes - pianoforte
- Mickey Baker - chitarra
- Sconosciuto - contrabbasso
- Sconosciuti - violini
- Sconosciuti - cori
- Emile Russell - batteria

I'll Never Go Back on My Word
- Little Willie John - voce
- Hal Singer - sassofono tenore
- Ernie Hayes - pianoforte
- Roy Gaines - chitarra
- Kenny Burrell - chitarra
- Carl Pruitt - contrabbasso
- Panama Francis - batteria

No Regrets e Made for Me
- Little Willie John - voce
- Bellino Ramaglia - sassofono tenore
- Skippy Williams - sassofono tenore
- Alfred Cobbs - trombone
- Ernie Hayes - pianoforte
- Mickey Baker - chitarra
- Sconosciuto - contrabbasso
- Emile Russell - batteria
- Sconosciuti - cori

Need Your Love so Bad
- Little Willie John - voce
- Willis Jackson - sassofono tenore
- David Van Dyke - sassofono tenore
- Reuben Phillips - sassofono baritono
- Robert ''Bubber'' Johnson - pianoforte
- Mickey Baker - chitarra
- Milt Hinton - contrabbasso
- Calvin Shields - batteria

Write Me a Letter, The New Thing, Do You Love Me e It Only Hurts a Little While
- Little Willie John - voce
- Melvin Lastie - tromba
- Grady Gaines - sassofono tenore
- Clifford Burke - sassofono tenore
- Milton Hopkins - chitarra
- Wilbert Lee Smith - pianoforte, chitarra
- James Booker - pianoforte
- Osie Robinson - contrabbasso
- Emile Russell - batteria[1]